# 西浦颯大
西浦 颯大（にしうら はやと、1999年5月21日 - ）は、熊本県八代市出身の元プロ野球選手（外野手、右投左打）、YouTuber。

## 経歴

### プロ入り前
八代市立鏡西部小学校3年生時に、軟式の小川キングリバーズで野球を始め、6年生時（2011年）には福岡ソフトバンクホークスのジュニアチームでNPB12球団ジュニアトーナメントに出場する。鏡中学校時代は硬式の熊本北リトルシニアに在籍し、3年生時（2014年）には第2回15U野球ワールドカップの日本代表に選出された。
明徳義塾高等学校では、1年春から公式戦に出場する。1年夏の高知大会でも20人のメンバー入りし、チームは優勝し甲子園出場したものの、自身は地方大会での不振により甲子園本戦の18人メンバーから漏れた。1年秋からはレギュラーに定着し、2年春から3年夏まで4度甲子園に出場する。2年春の選抜は3番右翼手として出場するも1回戦で龍谷大平安に敗退。2年夏の選手権では主に3番一塁手として出場し、3回戦の嘉手納戦で満塁本塁打を放ち、準決勝で今井達也を擁し優勝した作新学院に敗れる。3年次は3番右翼手に戻り、春の選抜では1回戦で清宮幸太郎を擁する早稲田実業に敗退。3年夏の選手権では2回戦で前橋育英に敗退。甲子園4大会通算で33打数12安打6打点1本塁打の成績を残した。高校時代のチームメイトとしては1学年先輩に古賀優大、1学年後輩に市川悠太がいる。
2017年度ドラフト会議でオリックス・バファローズから6位指名を受け、契約金3000万円・年俸480万円（推定）で契約する。背番号は00。

### オリックス時代
2018年、10月1日に初めて一軍出場選手登録されると、同日の東北楽天ゴールデンイーグルス戦（楽天生命パーク宮城）で8番・右翼手の先発としてプロ初出場。5回表の第2打席で藤平尚真から右前にプロ初安打を放つと、そのままプロ初盗塁となる二盗を記録した。
2019年はオープン戦から「2番・中堅手」候補としてスタメン起用され、オープン戦16試合で打率.161・56打数で15三振を喫した一方、3月8日の対読売ジャイアンツ戦（京セラドーム大阪）で菅野智之から3点本塁打を放つなど、.429の得点圏打率と12球団4位タイの12打点を記録した。開幕一軍メンバーに選出されると、3月29日の開幕戦北海道日本ハムファイターズ戦（札幌ドーム）において2番・中堅手として自身初の開幕スタメンを掴み、プロ初打点となる適時打を含む2安打を記録した。8番・中堅手として出場した5月10日の楽天戦で青山浩二からプロ初本塁打を記録した。10代での本塁打は、オリックスでは1993年の鈴木一朗（イチロー）以来だった。シーズン通算では打率.195と打撃に課題を残しレギュラー定着は果たせなかったものの、77試合出場と前年から大きく出場機会を伸ばし、8盗塁に加えてチームの外野手トップの7補殺を記録するなど、走塁・守備に存在感を発揮した。シーズン終了後にはオーストラリア・ウィンターリーグのメルボルン・エイシズに派遣された。ウィンターリーグでは打率.326（95打数31安打）、3本塁打、11打点を記録し、11月末から12月初めにかけては打撃好調で、週間ベストナインを2週連続で獲得した。
2020年は7月16日に初めて一軍登録されたが、2度の登録抹消を経験。シーズン最終盤の11月に4度目の一軍昇格となり、2試合連続安打を放つも試合中に力が入らないほどの激痛に見舞われ、左大腿骨頸部を疲労骨折が判明し、登録を抹消された。関西の医療機関にて検査を行ったところ、特定疾患である両側特発性大腿骨頭壊死症であると診断された。この事実は11月26日に公表され、また、球団が翌年の支配下選手契約を行わないことも発表された。12月2日に自由契約公示されたのち、同月8日、育成選手としてオリックスと再契約を結んだ。背番号は125に変更となった。12月21日に京都市内の病院で、骨盤を骨頭へ移植する左大腿骨頭掻爬手術を受けた。
2021年は2月3日に右大腿骨頭掻爬手術を受けた。4月17日に退院し、8月には打撃練習の様子を公開するなど復帰へ取り組んでいたが、病状の悪化を受け現役引退を球団に申し入れ、9月24日に現役引退を自身のSNSで公表し、球団からも発表された。

### 現役引退後
2021年10月29日に、YouTubeに個人チャンネルを開設した。その一方で、野球系YouTuberのクーニンからの誘いで、ほっともっとフィールド神戸での草野球に参加。クーニンが率いる「クーニンズ」の助っ人として、現役時代の2020年以来1年振りのプレーを経験した。2022年1月2日には、その模様を映した動画がクーニンのチャンネルから配信されている。
2022年10月5日に、「Bar ばるす」を大阪市中央区に開店。店長として再スタートを切った。開店の当日には、「店舗の場所も開店の日時もあえて教えていなかった」という中嶋聡（オリックス在籍中の二軍→一軍監督）から、開店を祝うプレゼントがサプライズで届いたという。

## 選手としての特徴・人物
高校時代に遠投で110m、50m走で5秒9を記録した肩力・脚力を活かした守備走塁が持ち味。「鏡で見ながら理想の体形を作るのは楽しい」と、高校時代から半ば趣味として筋力トレーニングに取り組んでおり、高校在学中には背筋力270kgを記録し、オリックス入団直前の身体測定では体脂肪率4.9％と測定された。プロ入り後の課題として打撃面を挙げており、プロ1年目の2018年、2年目の2019年ともにシーズン終了後の目標として「体重を増やしたい」と自身の希望を語った。
愛称は「にっしー」。
2020年11月に、国の指定難病である特発性大腿骨頭壊死症と診断された際、「なんだその病気？」と思い、担当医からは「8割強、野球には復帰できない」と宣告されたが、恐怖心を抱いたり、落ち込んだりはしなかった。球団から病気の事実が公表されたあとは、同じ病気を患う人たちから多くのメッセージやアドバイスが届き、気持ちが楽になったという。育成選手として再契約を結んだ契約更改の場では、「復活した人がいないなら僕が一番最初に復活してやろう」「僕が復活すれば、（同じ病気の人も）希望が持てると思う」と気丈に前向きな発言をしていた。結果的に復帰はできなかったものの、何に対しても可能性がちょっとでもあるなら挑戦してみる価値はあると改めて思えたと言う。引退後に開設したYouTubeチャンネルでは、様々なことに挑戦し、挑戦する自身の姿を通して多くの人に病気について周知してもらうことや、同じ病気の人に勇気を与えることを目的としている。
特発性大腿骨頭壊死症を患ってからは走ることができる状態までは回復しておらず、引退時点では早歩き程度までしかできない。2022年2月の日刊ゲンダイの取材に対して、長距離を歩くときは杖を使用しており、医師から重い物を持つこととジャンプは禁止されていること、ビタミンDの薬を服用していることを語っている。また、将来的には人工股関節に換える手術を要するという。
同学年の東京ヤクルトスワローズの村上宗隆とは、小学校時代からの親友でライバルの関係にあり、小・中学校では何度も対戦していた。当時から「一緒にプロにいこう」と話していたという。プロ入り後の2021年シーズン中に前述した特発性大腿骨頭壊死症の影響で現役引退を決意した西浦は村上にその意思を伝え、「絶対、優勝しろよ」とメッセージを送った。その後、村上の擁するヤクルトはセ・リーグ優勝を収めている。なお、ヤクルトはその後、巨人とのクライマックスシリーズも制すると、西浦の所属したオリックスと日本シリーズで対戦し、日本一となった。

## 詳細情報

### 年度別打撃成績
| 年 度     | 球 団      | 試 合 | 打 席 | 打 数 | 得 点 | 安 打 | 二 塁 打 | 三 塁 打 | 本 塁 打 | 塁 打 | 打 点 | 盗 塁 | 盗 塁 死 | 犠 打 | 犠 飛 | 四 球 | 敬 遠 | 死 球 | 三 振 | 併 殺 打 | 打 率 | 出 塁 率 | 長 打 率 | O P S |
| --------- | ---------- | ----- | ----- | ----- | ----- | ----- | -------- | -------- | -------- | ----- | ----- | ----- | -------- | ----- | ----- | ----- | ----- | ----- | ----- | -------- | ----- | -------- | -------- | ----- |
| 2018      | オリックス | 2     | 7     | 6     | 0     | 1     | 0        | 0        | 0        | 1     | 0     | 1     | 1        | 0     | 0     | 1     | 0     | 0     | 3     | 0        | .167  | .286     | .167     | .452  |
| 2019      | オリックス | 77    | 239   | 220   | 24    | 43    | 8        | 1        | 1        | 56    | 18    | 8     | 3        | 5     | 1     | 13    | 0     | 0     | 56    | 1        | .195  | .239     | .255     | .494  |
| 2020      | オリックス | 49    | 97    | 91    | 13    | 17    | 1        | 0        | 2        | 24    | 4     | 3     | 2        | 1     | 0     | 5     | 0     | 0     | 21    | 1        | .187  | .229     | .264     | .493  |
| 通算：3年 | 通算：3年  | 128   | 343   | 317   | 37    | 61    | 9        | 1        | 3        | 81    | 22    | 12    | 6        | 6     | 1     | 19    | 0     | 0     | 80    | 2        | .192  | .237     | .256     | .493  |

### 年度別守備成績
| 年 度 | 球 団      | 外野  | 外野  | 外野  | 外野  | 外野  | 外野     |
| 年 度 | 球 団      | 試 合 | 刺 殺 | 補 殺 | 失 策 | 併 殺 | 守 備 率 |
| ----- | ---------- | ----- | ----- | ----- | ----- | ----- | -------- |
| 2018  | オリックス | 2     | 2     | 0     | 0     | 0     | 1.000    |
| 2019  | オリックス | 73    | 130   | 7     | 1     | 0     | .993     |
| 2020  | オリックス | 42    | 57    | 1     | 2     | 0     | .967     |
| 通算  | 通算       | 117   | 189   | 8     | 3     | 0     | .985     |

### 記録
初記録
- 初出場・初先発出場：2018年10月1日、対東北楽天ゴールデンイーグルス25回戦（楽天生命パーク宮城）、8番・右翼手で先発出場
- 初打席：同上、2回表に藤平尚真から空振り三振
- 初安打：同上、5回表に藤平尚真から右前安打
- 初盗塁：同上、5回表に二盗（投手：藤平尚真、捕手：石原彪）
- 初打点：2019年3月29日、対北海道日本ハムファイターズ1回戦（札幌ドーム）、4回表に上沢直之から左前適時打
- 初本塁打：2019年5月10日、対東北楽天ゴールデンイーグルス7回戦（ほっともっとフィールド神戸）、6回裏に青山浩二から右越2ラン

### 背番号
- 00（2018年 - 2020年）
- 125（2021年）

## 著書
- 『もう一回野球させてください神様』（2023年9月29日、KADOKAWA、ISBN 978-4041134375）